# Dactylochelifer gracilis
Dactylochelifer gracilis är en spindeldjursart som beskrevs av Beier 1951. Dactylochelifer gracilis ingår i släktet Dactylochelifer och familjen tvåögonklokrypare. Inga underarter finns listade i Catalogue of Life.